# Ford Thunderbird

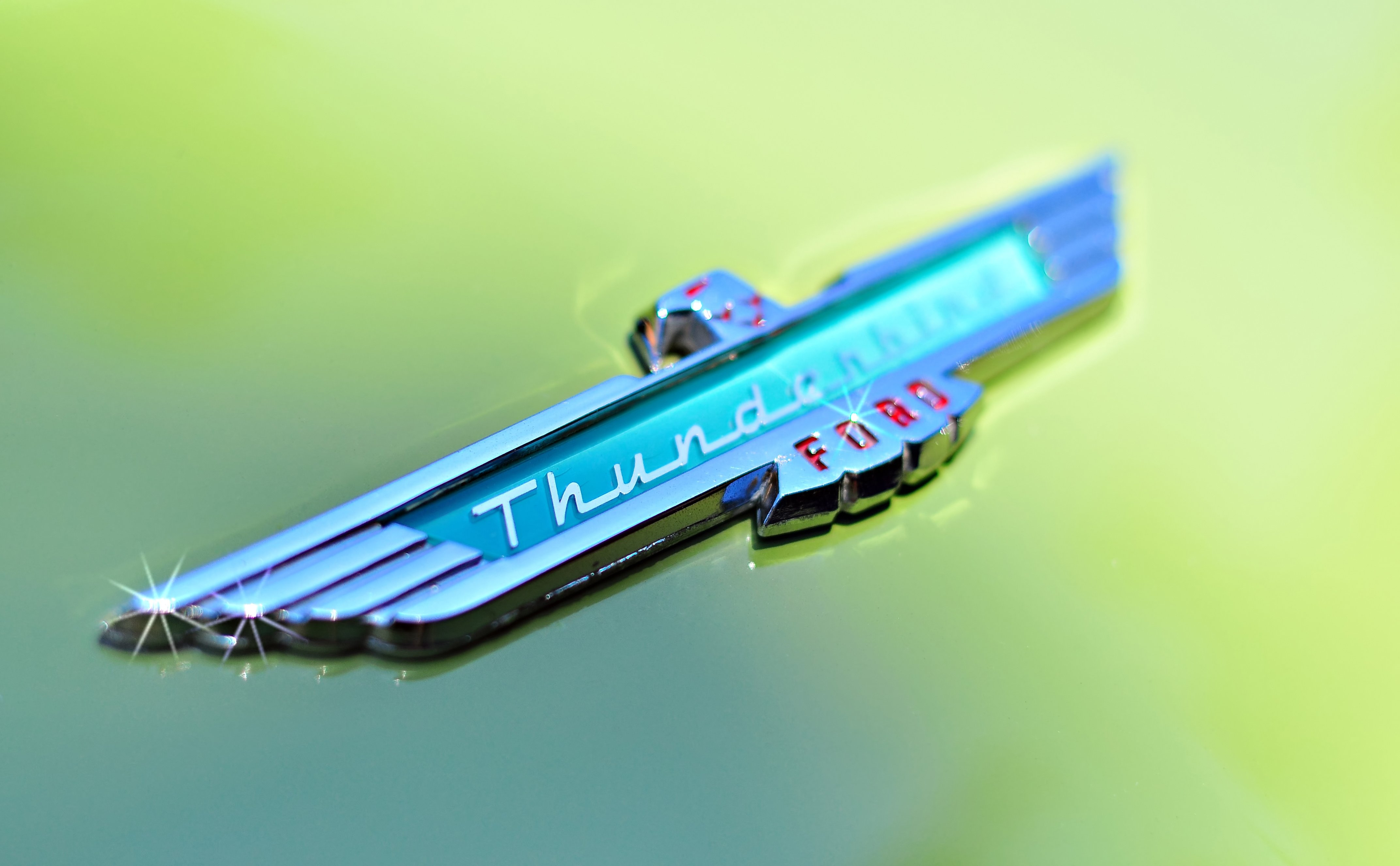
логотип Ford Thunderbird

Ford Thunderbird («Форд Тандерберд»; точна транскрипція: [θʌndəbə: d]), також широко відомий під абревіатурою T-Bird («Ті-берд») — американський задньопривідний люксовий автомобіль з кузовом «купе», а в ряді поколінь — також «кабріолет» та «седан», що випускався впродовж ряду років підрозділом Ford компанії Ford Motor Company.
Назву моделі запозичено з міфології північноамериканських індіанців, у деяких племен яких Громовий Птах (помилково перекладається як буревісник) — англ. Thunderbird — дух грози, блискавки і дощу.
Було випущено одинадцять поколінь цієї моделі з 1955 по 2005 роки (з перервою в 1998—2001 роках), що сильно відрізнялися між собою, в тому числі й за концепцією, а загальний випуск за ці роки досяг 4,4 мільйони екземплярів.
Автомобіль позиціонувався як «Personal Luxury Car» (відносно невеликий престижний автомобіль для заможних власників, які воліли не вдаватися до послуг найманого шофера і керувати ним самостійно), і по суті заснував цей сегмент американського автомобільного ринку.

## Перше покоління (1955—1957)

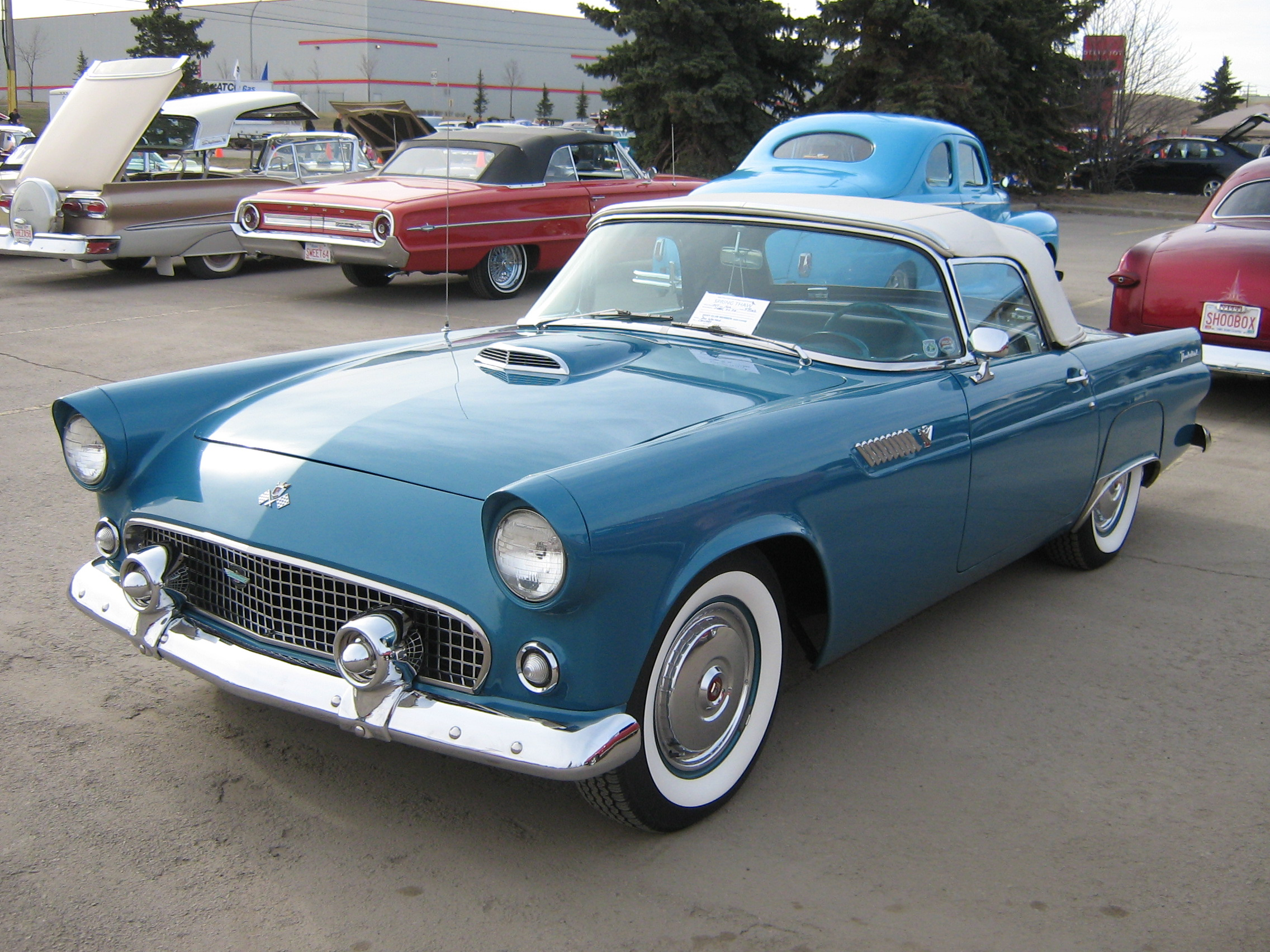
Ford Thunderbird (1955—1957)

Перше покоління (1955—1957 роки, неофіційне фанатське позначення — «Classic Birds») являло собою маленький, за американськими мірками тих років, двомісний кабріолет з суцільнометалевим кузовом на масивній несучій рамі з Х-подібною поперечиною, знімним склопластиковим жорстким верхом (тканинний відкидний пропонувався тільки як опція) і потужним (193 л. с. за стандартом SAE) мотором Y-Block V8 від «Меркурі» робочим об'ємом 292 кубічних дюйма (4,8 л), створений як відповідь на появу моделі Chevrolet Corvette.

## Друге покоління (1958—1960)

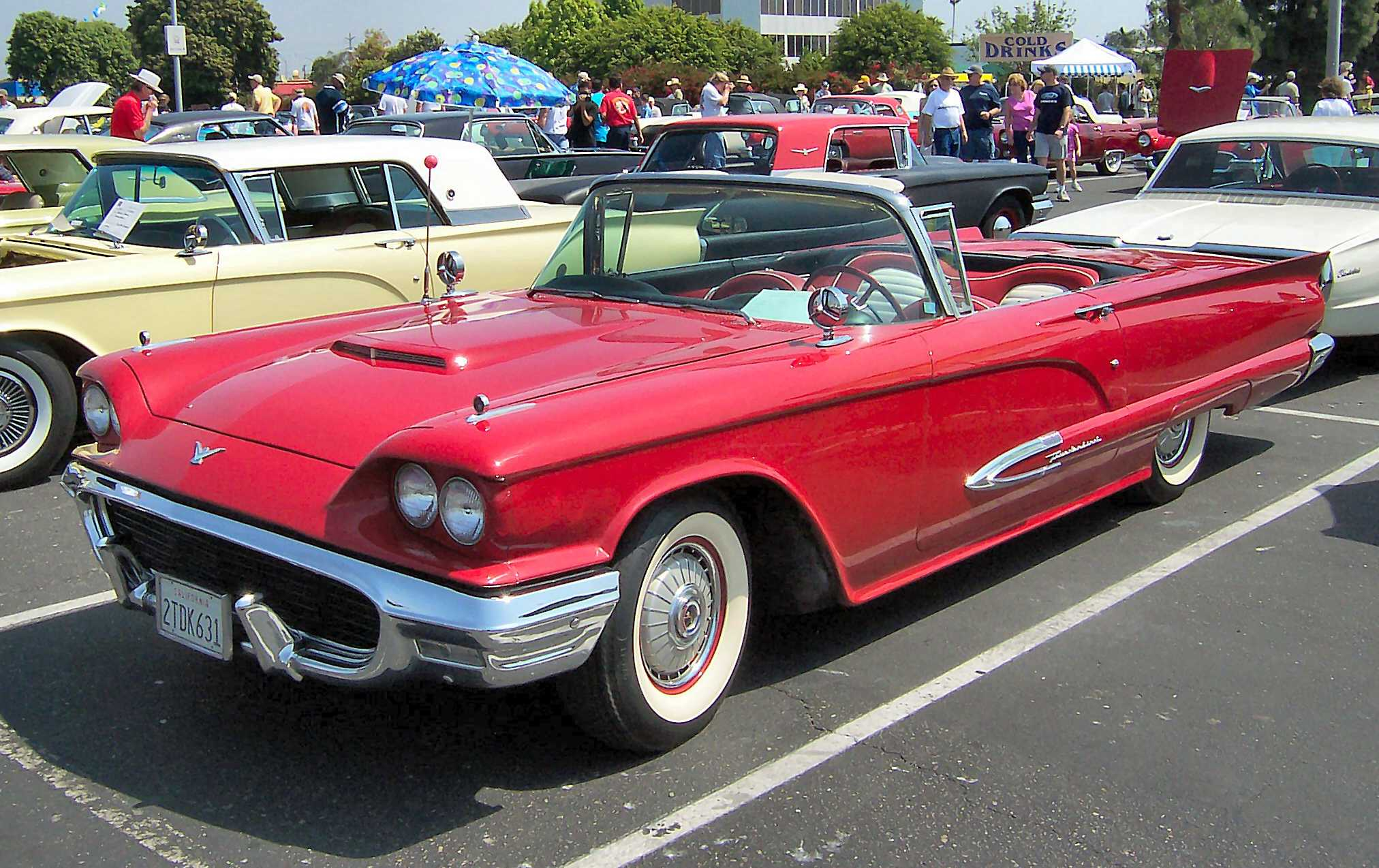
Ford Thunderbird (1958—1960)

Друге покоління (1958—1960 роки, «Square Birds») отримало другий ряд сидінь і значно зросло в розмірах (база 2 870 мм), відразу ставши набагато популярніше свого попередника: вже в 1958 модельному році було продано 37 892 примірників — на 16 000 більше, ніж в попередньому 1957 а в 1959 — 67 456.

## Третє покоління (1961—1963)

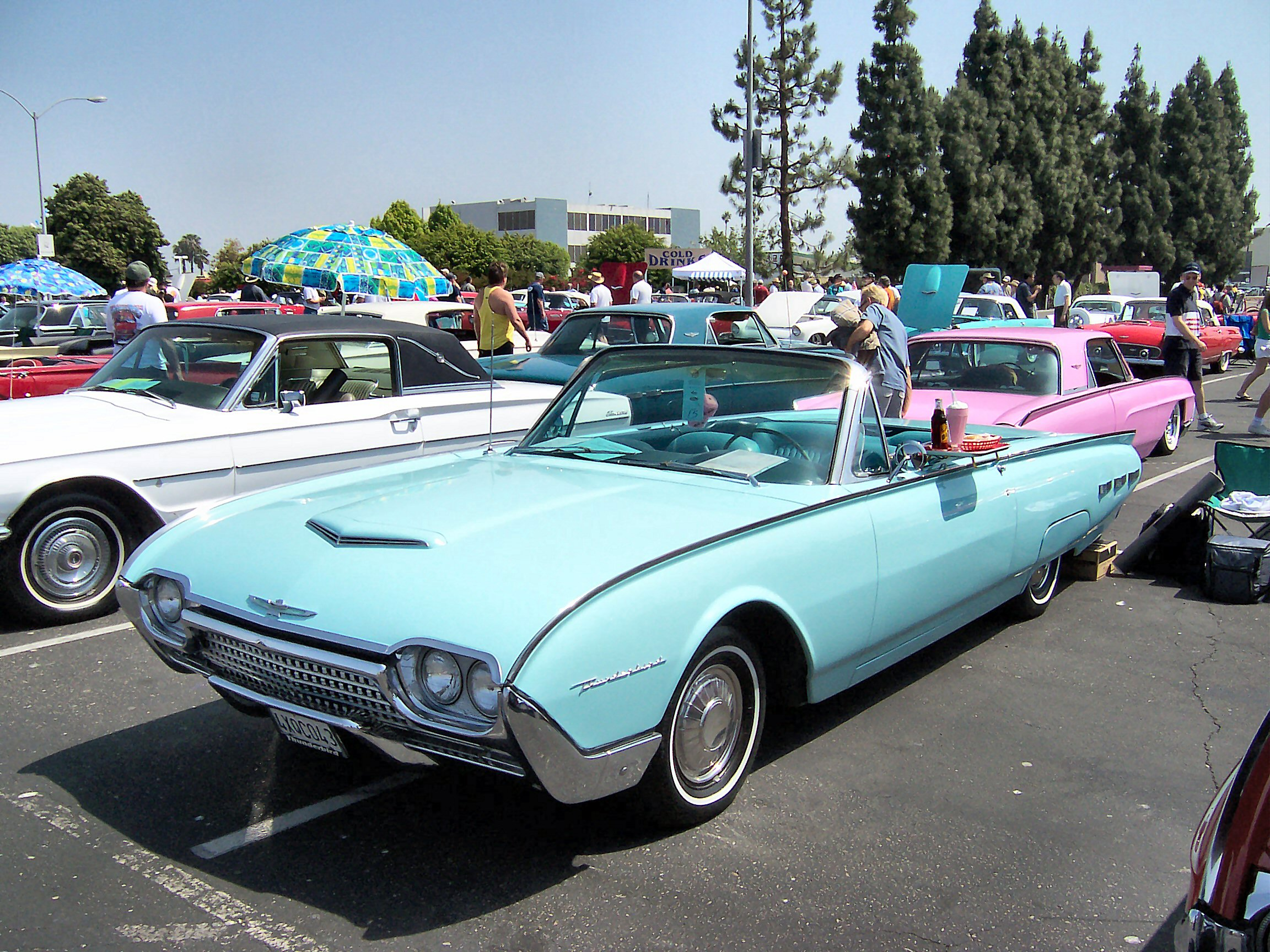
Ford Thunderbird (1961—1963)

Наступні покоління (третє і четверте, «Bullet Birds» і «Flair Birds») аж до 1966 модельного року включно зберігали знайдену концепцію, залишаючись приосадкуватими чотиримісними купе і кабріолетами зі спортивним духом, маючи несучий кузов.

## Четверте покоління (1964—1966)

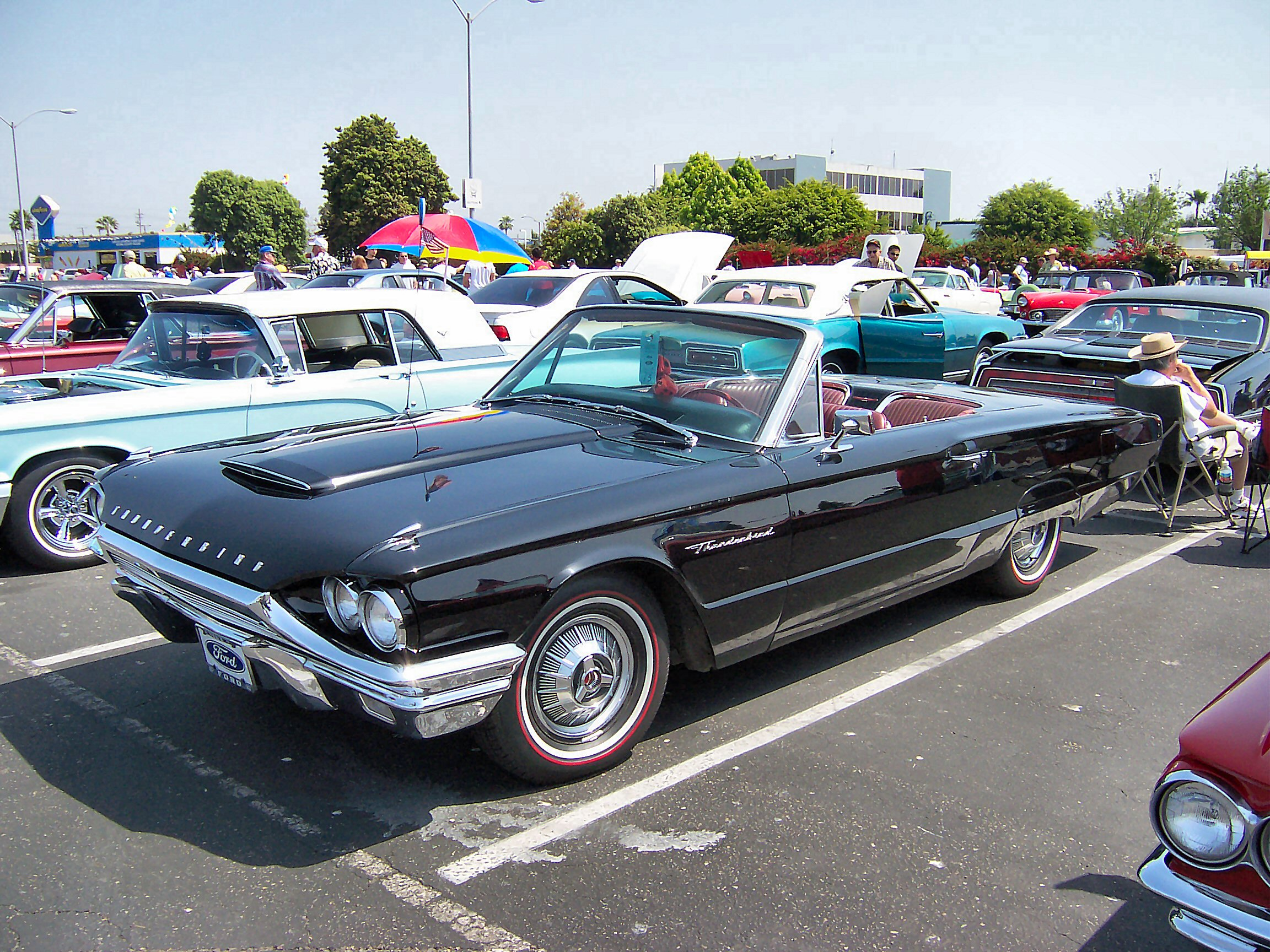
Ford Thunderbird (1964—1966)

Четверте покоління («Flair Birds»). Дизайн за ці роки серйозно змінювався ще два рази, причому з кожним новим рестайлінгом машина ставала все більшою та потужнішою.

## П'яте покоління (1967—1971)

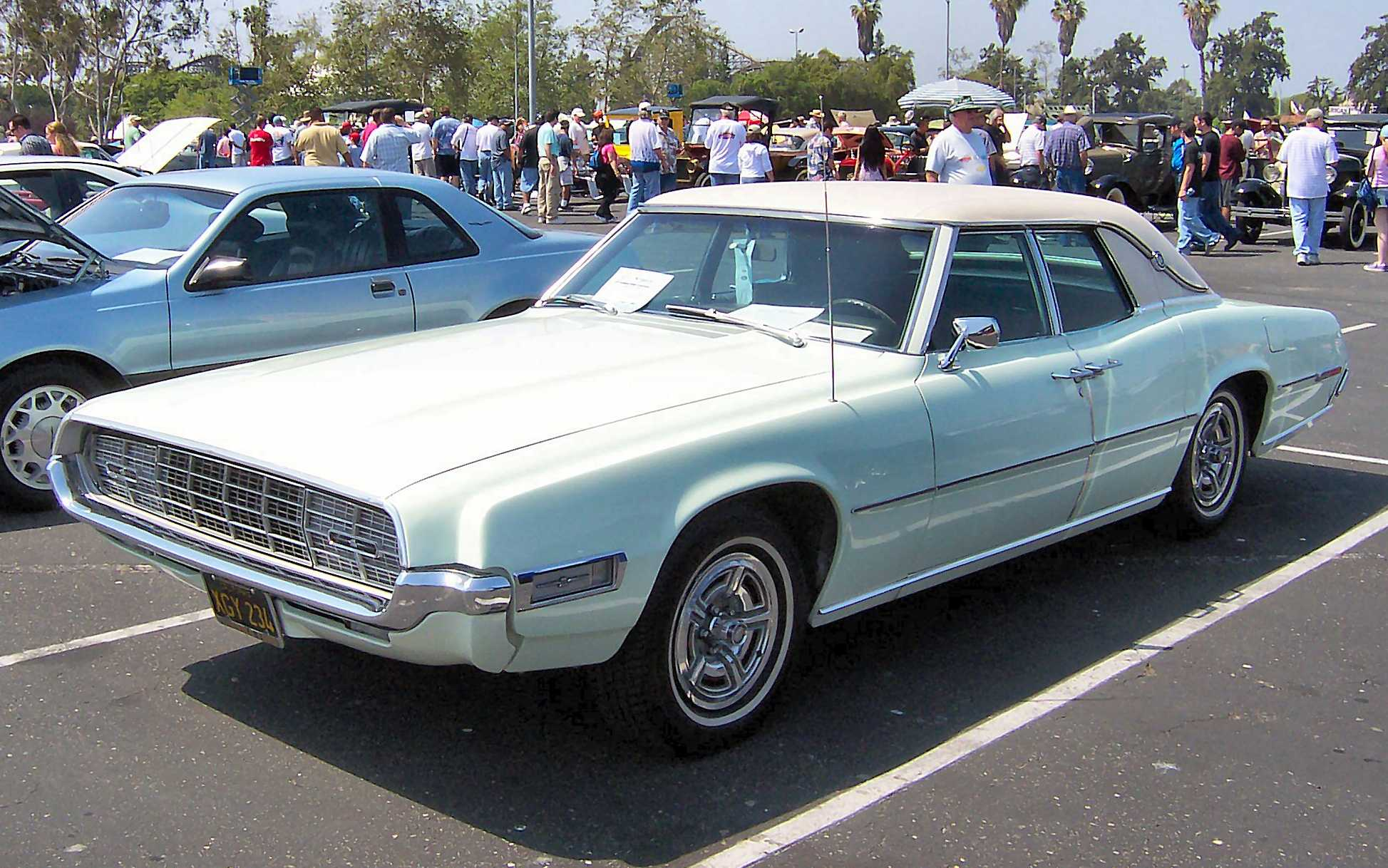
Ford Thunderbird (1967—1971)

У 1967 модельному році Thunderbird зазнав другу з часу початку виробництва радикальну трансформацію (1967—1971, «Glamor Birds»).
Відчуваючи, що з появою в 1964 році дуже близької за концепцією, але відчутно дешевшої моделі Ford Mustang, Thunderbird стає все менш популярним, керівництво «Форда» ухвалило рішення «розвести» їх ринкові ніші, зробивши Thunderbird набагато більш дорогим, розкішним і добре укомплектованим автомобілем, більш відповідний за рівнем оснащення марці Lincoln.

## Шосте покоління (1972—1976)

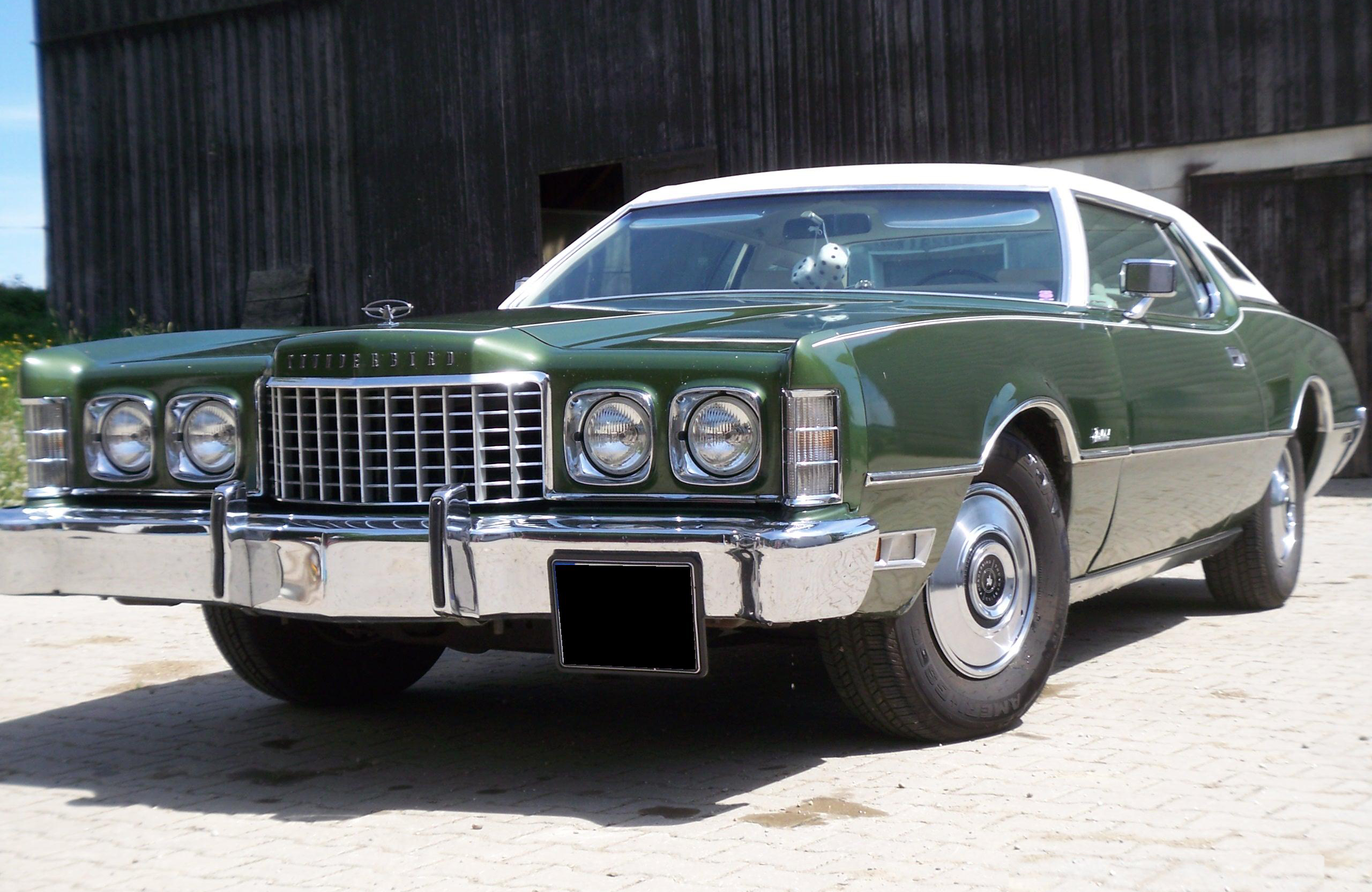
Ford Thunderbird (1972—1976)

Шосте покоління (1972—1976, «Big Birds»), представлене восени 1971 як модель 1972 року, був дуже великим автомобілем з колісною базою 3 058 мм, загальною довжиною 5 436 мм (до 1974 модельному році — вже 5 715 мм) і спорядженою масою за дві тонни, двигунами робочим об'ємом до 7,5 літрів, дуже неекономічними і порівняно малопотужними через сильно посилені в ті роки екологічні стандарти.

## Сьоме покоління (1977—1979)

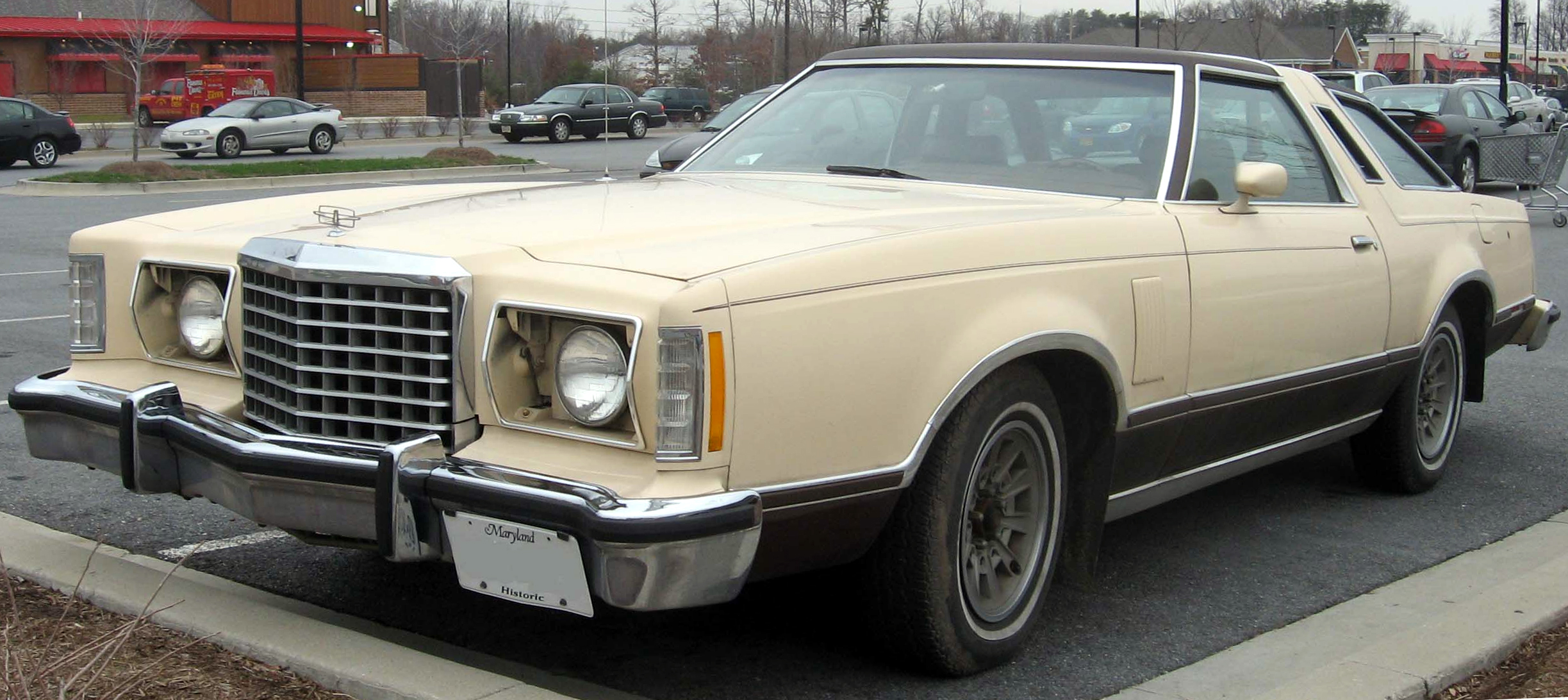
Ford Thunderbird (1977—1979)

Сьоме покоління (1977—1979, «Torino Birds») було сильно зменшено в розмірі (колісна база 2 896 мм). По суті це був перелицьований варіант вдалої моделі Ford Elite, побудованої на платформі масового Ford Torino.

## Восьме покоління (1980—1982)

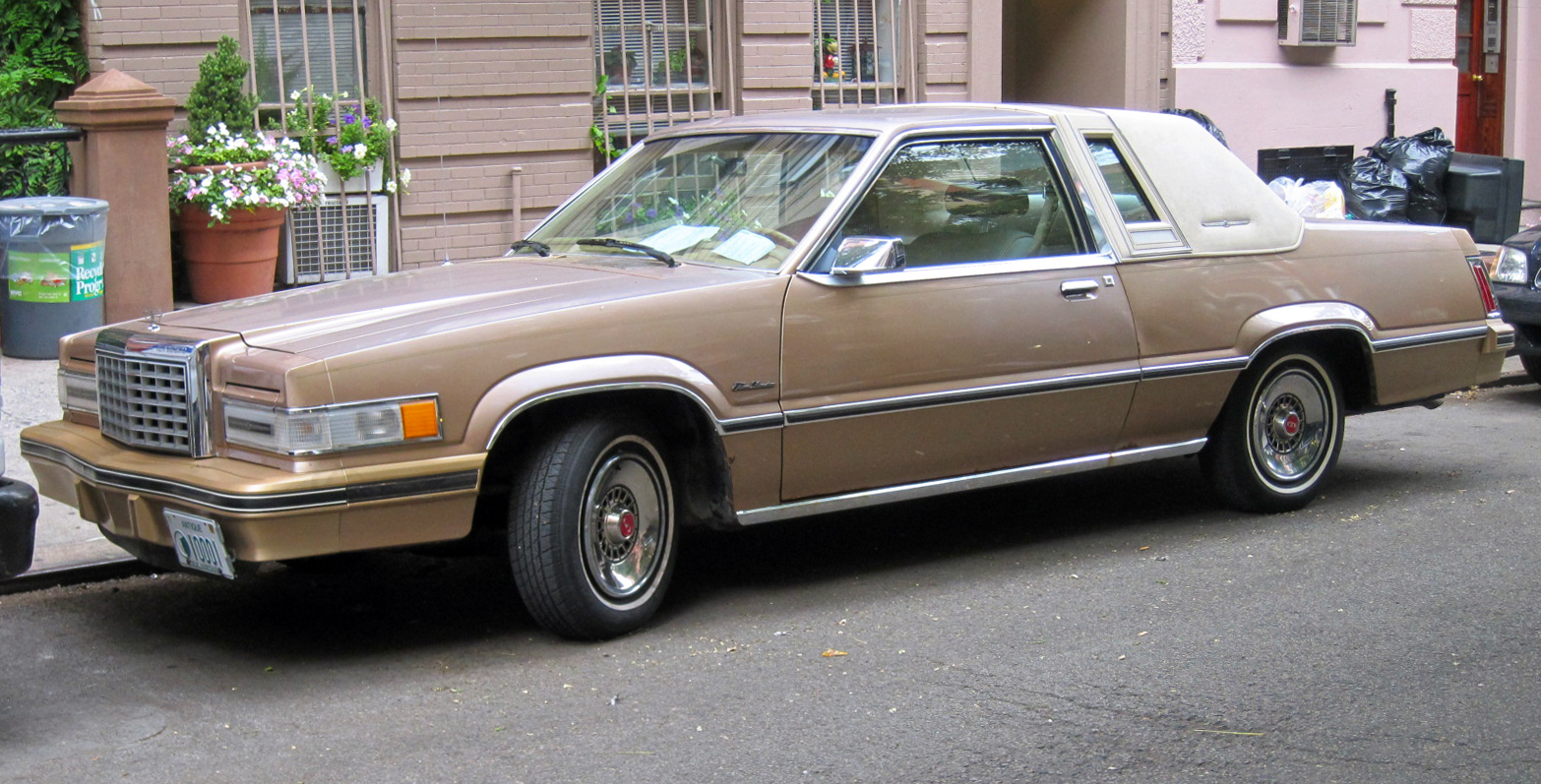
Ford Thunderbird (1980—1982)

До 1980 модельного року було представлено ще компактніше покоління, засноване на новій задньопривідній платформі Ford Fox (розділяючи її з такими автомобілями, як американський Ford Granada і Ford Mustang третього покоління). Воно випускалося три роки («Box Birds»).

## Дев'яте покоління (1983—1988)

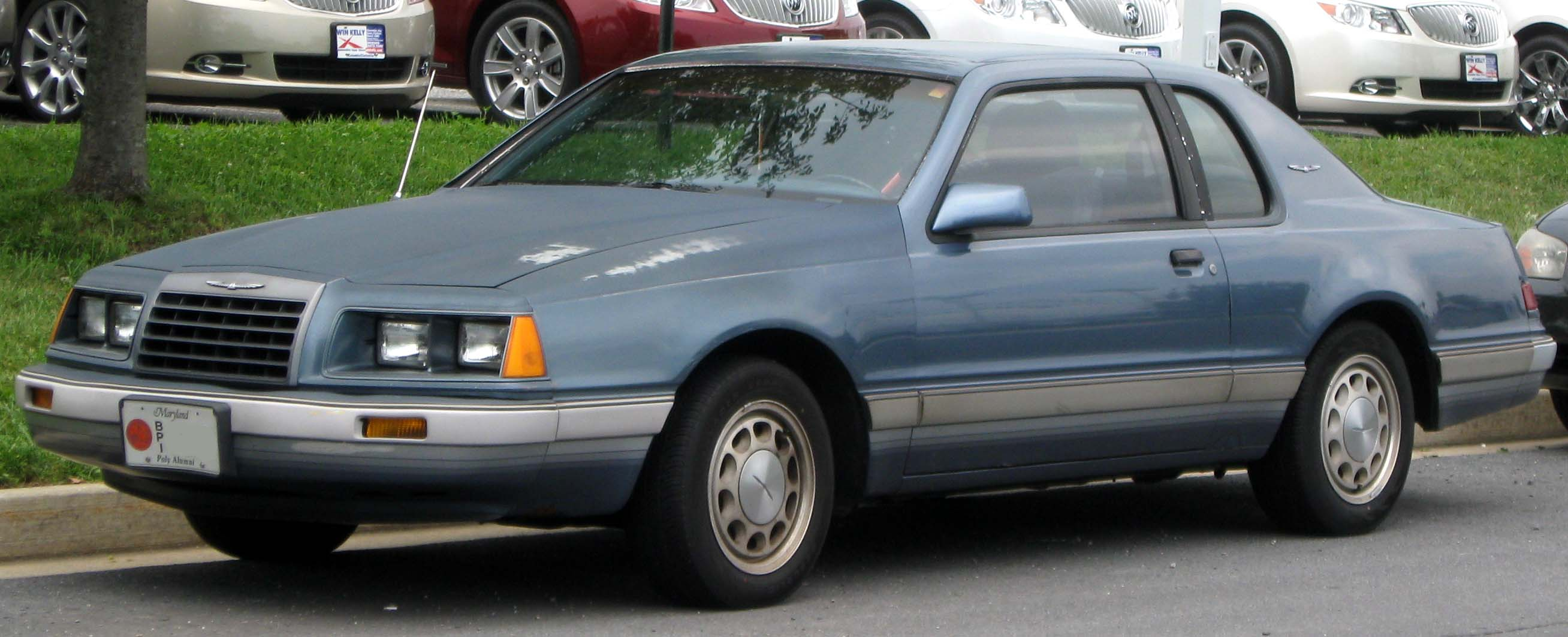
Ford Thunderbird (1983—1988)

Дев'яте покоління (1983—1988, «Aero Birds») технічно було аналогічно попередньому (та ж платформа Fox), але виявилося справжнім проривом з точки зору дизайну.

### Двигуни
- 2.3 L Lima I4 (turbo)
- 3.8 L Essex V6
- 5.0 L Windsor V8

## Десяте покоління (1989—1997)

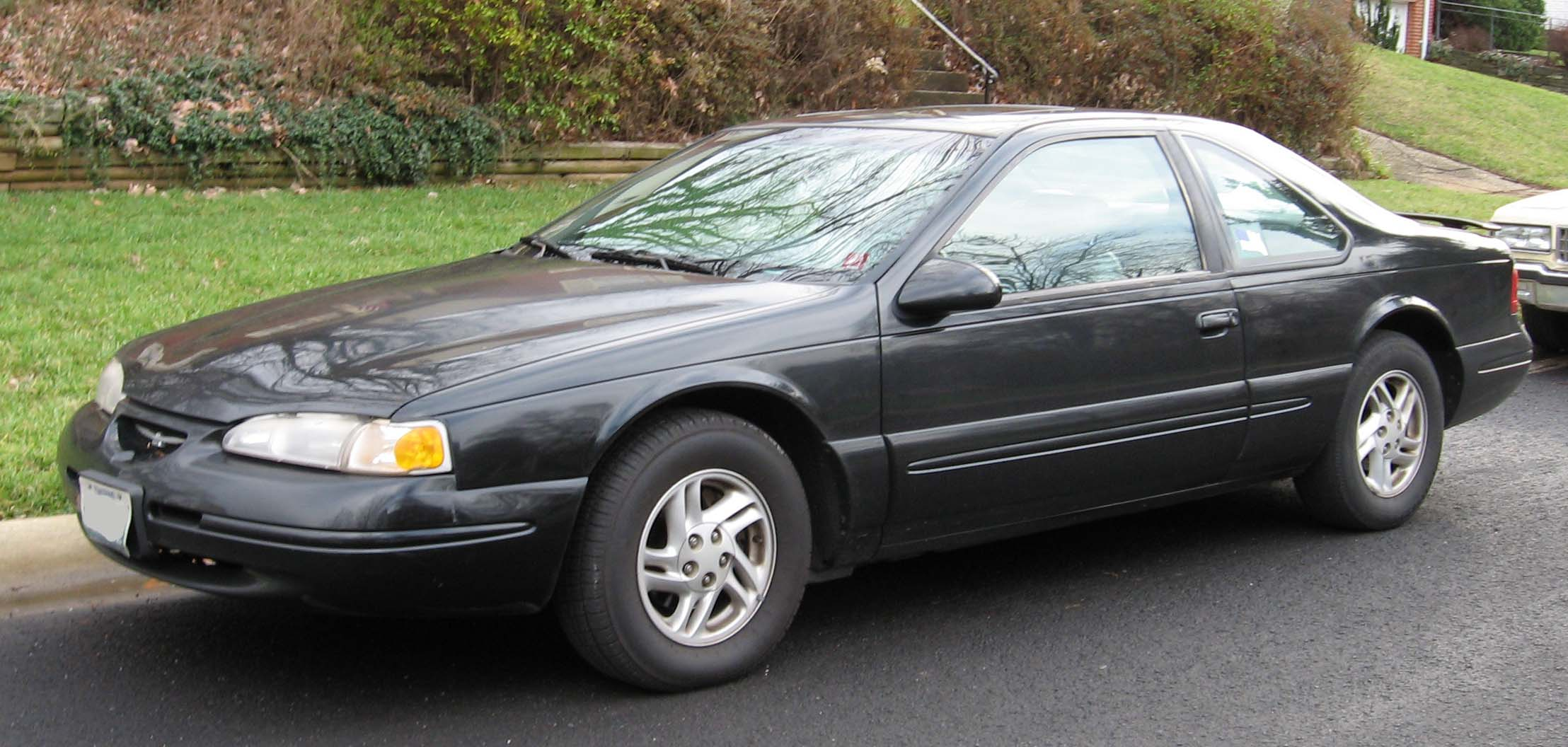
Ford Thunderbird (1989—1997)

26 грудня 1988 року нове, що піддалося повному редизайну десяте покоління Thunderbird (1989—1997, «Super Birds») було представлено як модель 1989 року разом з аналогом — Mercury Cougar. Новий Thunderbird був побудований на платформі Ford MN12, яка випускалася з 1986 року.

### Двигуни
- 3.8 L Essex V6 (1989—1997)
- 3.8 L Essex Supercharged V6 (1989—1995 тільки Super Coupe)
- 4.9 L (302 cu in) Windsor 5.0 V8 (1991—1993)
- 4.6 L Modular V8 (1994—1997)

## Одинадцяте покоління (2002—2005)

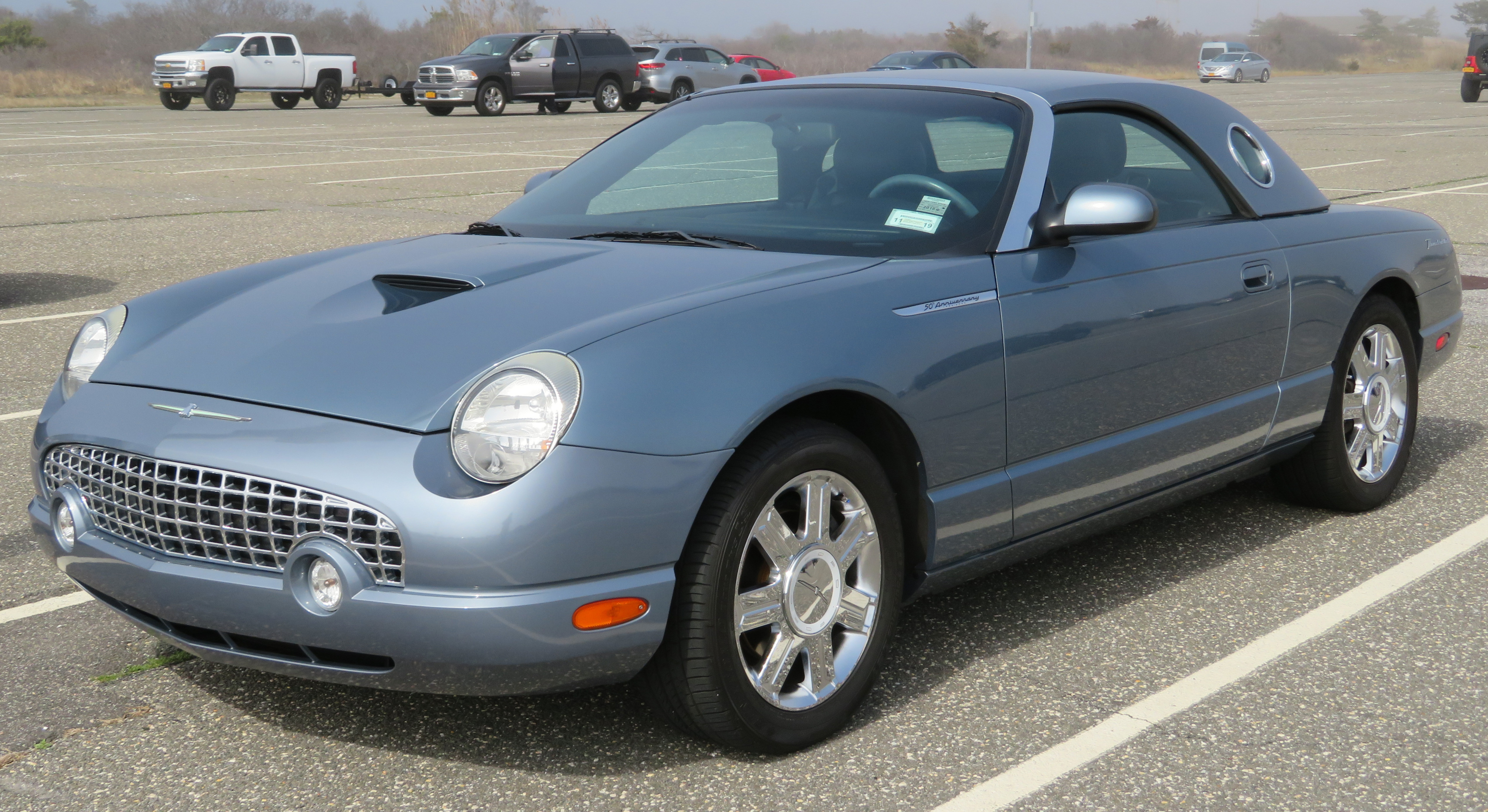
Ford Thunderbird (2002—2005)

В 2002—2005 роках під старою назвою Ford Thunderbird (у фанатів — «Retro Birds») випускалася по суті принципово нова двомісна модель на задньопривідній платформі Lincoln LS / Jaguar S-Type з 3,9-літровим мотором Jaguar V8.

### Двигун
- 3.9 L AJ35 V8